# Buzza di Biasca

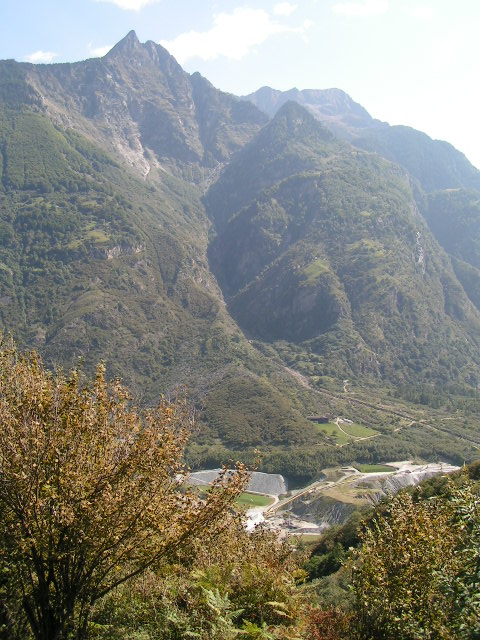
Toponimo e luogo della buzza di Biasca. Sullo sfondo il pizzo Magno.

La Buzza di Biasca è un toponimo situato tra le località di Biasca e Malvaglia nel territorio dell’attuale canton Ticino, in Svizzera, che fu origine di una catastrofica inondazione avvenuta il 20 maggio 1515 causata dalla rottura di una diga naturale formatasi in seguito ai franamenti del Monte Crenone nei due anni precedenti. 
Il cedimento generò una devastante onda di piena che travolse il fondovalle del fiume Ticino, dalla zona di Biasca fino al Lago Maggiore. È inoltre ricordata come una delle prime importanti catastrofi naturali documentate nella storia moderna alpina.

## La frana del Monte Crenone
La frana che causò la buzza di Biasca ebbe origine dal distacco di enormi quantità di materiale roccioso sul fianco occidentale del Monte Crenone, chiamato anche Pizzo Magno, situato poco a nord di Biasca, all'imbocco della valle di Blenio.
L’evento franoso principale è generalmente datato al 30 settembre 1513, anche se diverse fonti storiche collocano il crollo indicativamente tra il 1511 e il 1513. 
L'incertezza sulla datazione esatta del franamento è anche determinata dalle analisi geologiche che hanno rilevato che il distacco è probabilmente avvenuto in più fasi distinte suggerendo un’evoluzione complessa del fenomeno.
Le stime del volume di materiale mobilizzato variano notevolmente: tra i 90 e i 130 milioni di metri cubi secondo valutazioni moderne, fino a 500 milioni di metri cubi in studi più datati. Indipendentemente dall'incertezza della stima si è trattato di un fenomeno dalle proporzioni importanti per la zona alpina.
Il materiale crollato ricoprì un’area di circa 2 chilometri quadrati e sbarrò completamente il corso del fiume Brenno che scorreva naturalmente in uscita della valle di Blenio verso il fiume Ticino.

## Il lago di Malvaglia
L’ostruzione del fiume Brenno avvenne poco a sud dell’attuale frazione di Loderio e creò un lago che, dopo circa due anni, raggiunse una quota massima stimata attorno ai 390 metri sul livello del mare, con un'estensione verso nord di oltre 4 km e un volume stimato in 130 milioni di metri cubi d’acqua.
Il lago sommerse interamente la piana alluvionale tra Malvaglia, Semione e Loderio, e quindi pure i nuclei abitati principali di queste località. Le acque si spinsero fino ai piedi del castello di Serravalle. Presso Loderio è stata stimata una profondità di 40 metri.
Testimonianze dell’epoca indicano che le acque raggiunsero circa la metà dell’altezza del campanile della chiesa di San Martino di Tours a Malvaglia. 
Ulteriori conferme del livello raggiunto sono rappresentate da un’iscrizione storica presente presso una cappella adiacente alla chiesa di Santa Maria Assunta a Semione, e dal ritrovamento di pietre impiegate per l’attracco di imbarcazioni. 
Il toponimo Porto, tuttora presente a monte della citata chiesa di Malvaglia, suggerisce l’utilizzo della zona come approdo durante il periodo dell’invaso.

## L’inondazione del 20 maggio 1515
Il 20 maggio 1515, dopo quasi due anni di progressivo innalzamento del livello del lago, la diga naturale collassò improvvisamente, dando origine a una delle inondazioni più distruttive documentate nelle Alpi premoderne, nota come la buzza di Biasca.
Da simulazioni idrodinamiche moderne è stato possibile ricostruire la dinamica. La pressione esercitata dalle acque innescò dapprima una tracimazione superficiale: questo primo deflusso accelerò rapidamente il processo erosivo all'interno della massa detritica che costituiva la diga, fino a provocare un crollo repentino e totale del corpo di sbarramento.
Il lago si svuotò completamente in circa 3 ore. L’onda di piena, carica di fango, sassi e tronchi, veniva vissuta come un “diluvio” capace di cancellare in pochi istanti intere porzioni del fondovalle.
Nella fase iniziale dello svuotamento del lago la portata del flusso avrebbe raggiunto valori estremi, fino a 60000 m³/s. In alcuni tratti della Riviera si registrarono profondità dell’acqua superiori ai 10 metri.
L’onda si propagò lungo tutto il fondovalle del Ticino, e risparmiò solo le zone sopraelevate sui conoidi delle valli laterali. Colpì dapprima Biasca, situata a circa 2 km dal punto di rottura, e poi i villaggi della Riviera, distribuiti lungo un tratto di oltre 15 chilometri. In seguito a Bellinzona, distante circa 20 km, l’onda arrivò in circa un’ora con una portata stimata di 15000 m³/s, circondando il promontorio del Castelgrande. Dopo circa due ore e mezza raggiunse Magadino, a circa 35 km, con una portata ancora imponente di 12000 m³/s. L’onda di piena risalì anche parzialmente la bassa Leventina spingendosi fino a Pollegio, e la bassa Mesolcina fino a Lumino.
Per confronto, l’alluvione storica del 1868, una delle più gravi registrate in Ticino in epoca moderna, fece registrare a Magadino una portata di circa 2500 m³/s, cinque volte inferiore a quella della Buzza di Biasca.

### Danni e conseguenze
La massa d’acqua rase al suolo interi insediamenti, sommerse i campi coltivati e spazzò via ponti e infrastrutture lungo il suo percorso. 
A Biasca i danni furono enormi e il villaggio venne in gran parte distrutto.
A Bellinzona, l’acqua invase la città e danneggiò gravemente le mura rinascimentali volute dagli Sforza, compresa la Murata che collegava il Castelgrande al Ponte della Torretta, quest’ultimo pure travolto interrompendo per secoli le vie di comunicazioni dirette verso il lago Maggiore.
A seconda delle cronache e delle valutazioni successive, nel complesso sono stimate tra 200 e 600 vittime, e la distruzione di oltre 400 edifici lungo la valle del Ticino.
Il disastro si spinse fino al Piano di Magadino e al Lago Maggiore, sollevando il livello del lago di circa 60 cm. 
Le trasformazioni sul paesaggio furono profonde: si formarono nuovi acquitrini e aree sabbiose, che resero inaccessibile e improduttiva buona parte della pianura per secoli. In seguito alla catastrofe, il corso del fiume Ticino cambiò radicalmente: la morfologia originale, caratterizzata da ampi meandri, venne sostituita da un sistema di canali intrecciati, rendendo impossibile la navigazione fluviale e con la distruzione delle vie di comunicazione contribuì a un parziale isolamento di Locarno.
La foce del fiume probabilmente si spostò gradualmente verso la riva destra del Piano di Magadino.

## Impatto storico e culturale
L'inondazione attirò rapidamente l’attenzione di cronisti e studiosi anche lontani dal Ticino, divenendo uno dei primi esempi di disastro naturale di ampia risonanza mediatica in epoca moderna. Alcune fonti indicano che persino Leonardo da Vinci potrebbe aver rappresentato l'evento in uno dei suoi celebri studi sul diluvio, realizzati intorno al 1515.
In ambito locale, l’evento fu accompagnato anche da interpretazioni mitiche e religiose. 
Gli abitanti di Malvaglia vennero accusati di aver provocato la rottura del lago tramite arti magiche per liberarsi dall’invaso che sommergeva i loro villaggi; accusa dalla quale furono assolti solo nel 1517. Nei secoli successivi, nacquero leggende popolari come quella del “drago del lago Retico”, che narrano di creature soprannaturali responsabili del disastro. Tali racconti, pur privi di fondamento storico, riflettono l’impatto emotivo e simbolico che la buzza esercitò sulle generazioni successive.
Oltre alle cronache e alle leggende, l’evento fu rappresentato in opere iconografiche, tra cui la celebre stampa di Johannes Stumpf del 1548 che raffigura l’inondazione a Bellinzona.

## Oggi
Le evidenze più visibili dell’evento di cinque secoli fa sono ancora oggi riconoscibili nella stessa area, dove l’imponente accumulo detritico, noto come Büza di Biasca, sovrasta il borgo da nord e ha profondamente modificato la morfologia del fondovalle. Oggi in parte ricoperto dalla vegetazione, il deposito si estende per oltre due chilometri quadrati.
La parte settentrionale del deposito è stata sfruttata in epoca moderna, dapprima come cava di materiali inerti e successivamente, nei primi anni 2000, come sito di deposito per i materiali di scavo provenienti dalla costruzione della Galleria di base del San Gottardo.